# フランス共和国保安機動隊

CRSのワッペン

共和国保安機動隊（きょうわこくほあんきどうたい、フランス語: Compagnie républicaine de sécurité, CRS）は、フランス国家警察の警備警察部隊。

## 歴史
1944年12月8日、CRSは警察庁（Sûreté Nationale）の隷下に、占領地の治安維持部隊として創設された。1945年3月7日のシャルル・ド・ゴールの指令により、70個中隊が20個管区群に編制される体制が整備された。当初は公共安全局（direction de la sécurité publique）の隷下で準局扱いとされていたが、戦後の1948年には、警察全体の総予備部隊として改編された。またアルジェリア情勢の緊迫に伴い、1952年4月23日より、フランス領アルジェリアに3個中隊が派遣されている。1966年に警察庁を増強改編して国家警察総局（DGPN）が創設されたあとも、引き続き、その主要な内部部局の一つとなっている。

## 任務
雑踏警備・暴動鎮圧
それぞれ1968年に生じたグルノーブルオリンピック警備および五月革命への対処の必要から付与されたもの。
交通警察
1960年より高速道路交通警察隊が編成されており、また1964年には白バイ隊も編成された。
捜索救難
1955年からは山岳救助、1958年からは水難救助が任務に加わった。
またこの他にも、国家警察の総予備として、公共安全中央局（DCSP）や国境警察中央局（DCPAF）、警護部（SDLP）に対する増援としても運用されている。

## 編制
CRSの中央組織は、パリに所在する保安機動隊中央局（DCCRS）である。これは国家警察総局（DGPN）の主要内部部局の一つとされている。
地方組織としては、7個管区警備局の下に、下記のような部隊が編成されている。
- 60個法執行中隊（compagnies maintien de l'ordre）
- 1個警護中隊
  - 国家警察音楽隊
- 9個高速警察中隊および6個管区白バイ隊
- 山岳警備隊

通常業務の際の武装は、国家警察の他の警察官と同様、拳銃を基本として、必要に応じて短機関銃を携行していた。ただし黎明期には占領地の治安維持やアルジェリアでの対反乱作戦など準軍事的作戦も実施していたことから、個人装備としてMAS 36ないしKar98k小銃、また部隊装備としてFM mle1924/29軽機関銃を装備していた。拳銃も、国家警察の他の警察官は.32ACP弾仕様の小型拳銃、後にはマニューリン MR 73回転式拳銃を用いていたのに対し、CRS隊員は、当初はワルサーP38、後にはMAS 50と、軍と同様に9x19mmパラベラム弾仕様のものを装備していた。また1970年代に入ると、犯罪者の重武装化やテロリズムの脅威に対抗する必要から、必要に応じてAMD 5.56（ルガー・ミニ14）自動小銃が配備されている。その後、拳銃は、2003年に内務省の法執行官の共通装備として選定されたSIG SAUER SP2022に移行したほか、2015年のパリ同時多発テロ事件を受けて、2016年には、小銃も特殊部隊と共通のH&K G36に移行することとなった。
なお、国家憲兵隊の機動憲兵隊は、所属と活動地域を除けばCRSと類似した任務を遂行するため、しばしば混同される。国家警察は都市圏を管轄するのに対し、国家憲兵隊はそれ以外の地方部を管轄する。またCRSの制服は紺色で赤色のCRSの文字が入ったパッチをしているのに対し、機動憲兵の制服は黒色である。